# Bakhátas magaságyás

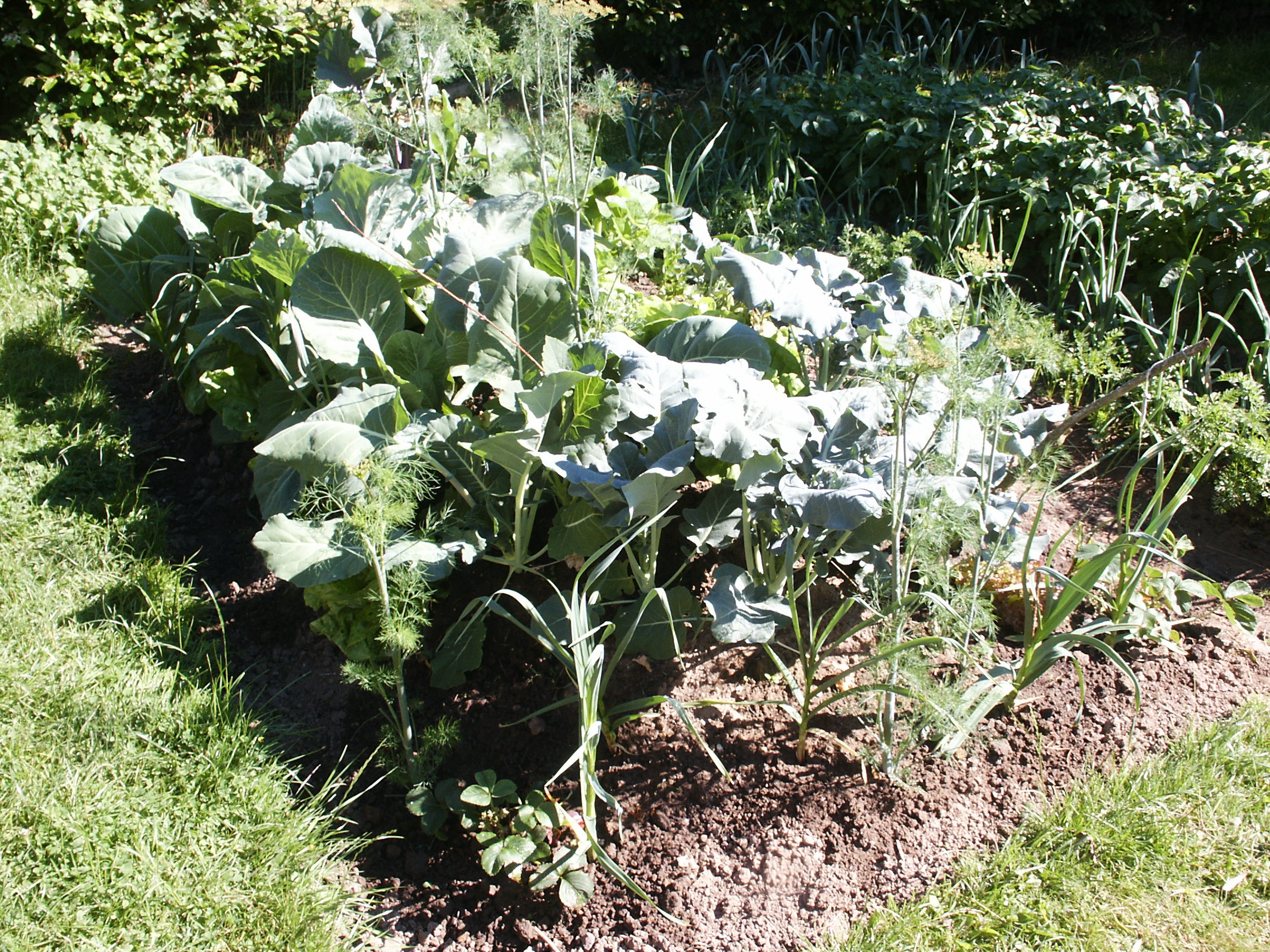
Egy alacsony bakhátas magaságyás vegyesen beültetve karalábéval, fokhagymával, salátával és kaporral.

A bakhátas magaságyás avagy dombágyás  olyan magaságyás, amelynél az ágyás nincs támrendszerrel körbekerítve, tulajdonképpen egy olyan módon kialakított komposztdomb, amelyre haszonnövényeket ültetünk. Előnye, hogy önmagában kedvező feltételeket biztosít a növények növekedéséhez, mivel nem közvetlenül az adott talajba ültetünk, hanem a magaságyásba, ezért ez a termesztési módszer ott is működik, ahol a talaj termesztésre nem alkalmas. A komposztdombban lejátszódó bomlási folyamatok tápanyagokat és meleget biztosítanak a növényeknek, ezért a magaságyásba előbb vethetünk és előbb is takaríthatunk be. A domb kialakításának köszönhetően egyharmadával megnövekszik a beültethető felület, így többet termelhetünk.

## Építés

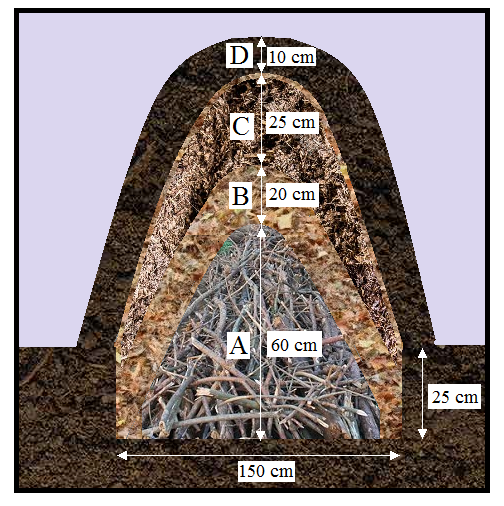
Egy bakhátas magaságyás vázlatos keresztmetszete.
Az A rétegbe kerülnek a legnehezebben bomló részek: durva nyesedék és az ágak.
A B rétegben száraz levelek és vágott fű található.
A C réteg érett trágya.
A D réteg az a földmennyiség, amit kiemeltünk a magaságyás kialakításához.

A bakhátas magaságyás kialakítására legmegfelelőbb időpont az ősz, amikor a legtöbb a kerti hulladék. Az ágyás észak-déli irányú elhelyezése lehetővé teszi, hogy a növényeket a legjobb szögben érje a fény.
1. Készítsünk kb. 26 cm mély gödröt. A magaságyás ideális szélessége kb. 1,5 m, hosszának pedig érdemes 2 m-nél hosszabbnak lennie. A pockok, egerek és vakondok szívesen tartózkodnak a magaságyásokban, ezért a gödröt érdemes apró lyukú dróthálóval kibélelni, amely oldalt, a felszín felett is kellő magasságig folytatódik. Ha erre a rétegre és az összes többi közé is algameszet és ásványi anyagokat szórunk, elősegíthetjük a bomlási folyamatokat, valamint ezek további értékes tápanyagokat jelentenek a növényeknek.
2. Fás növényi részekből készítsünk 30 cm széles és 60 cm magas halmot az ágyás közepére. Ez adja majd az ágyás belső támasztékát. Ha a gödör kialakításakor gyeptéglákat is felszedtünk, akkor ezeket az ágakra halmozzuk két rétegben, füves felükkel lefelé.
3. Kb. 20 cm vastagon szórjuk be a halmot növényi lágy részekkel: levelekkel, vágott fűvel és egyéb konyhai hulladékkal.
4. A következő réteget érett trágya vagy félérett komposzt alkotja, ezt mintegy 25 cm vastagon halmozzuk a dombra. Ha az ágyás aljára dróthálót tettünk, akkor ezt most hajlítsuk a domb felszínére.
5. A halom legfelső rétege az a föld, amit az ágyás kialakításához kiemeltünk. Ez a réteg kb. 10 cm vastag. Tovább javíthatjuk az ágyás teljesítőképességét, ha ezt a földréteget is komposzttal keverjük össze és át is rostáljuk. Hogy az ágyás ne száradjon ki hamar, a halom csúcsán alakítsunk ki egy vájatot, ahová a vizet töltjük. A vájatban kisebb a párolgás, és a víz az építmény közepébe szivárog. Ha ez nem elég, a domb oldalába teletöltött vizes palackokat tűzhetünk nyitott szájukkal lefelé, így a víz lassan és egyenletesen jut a talajba.

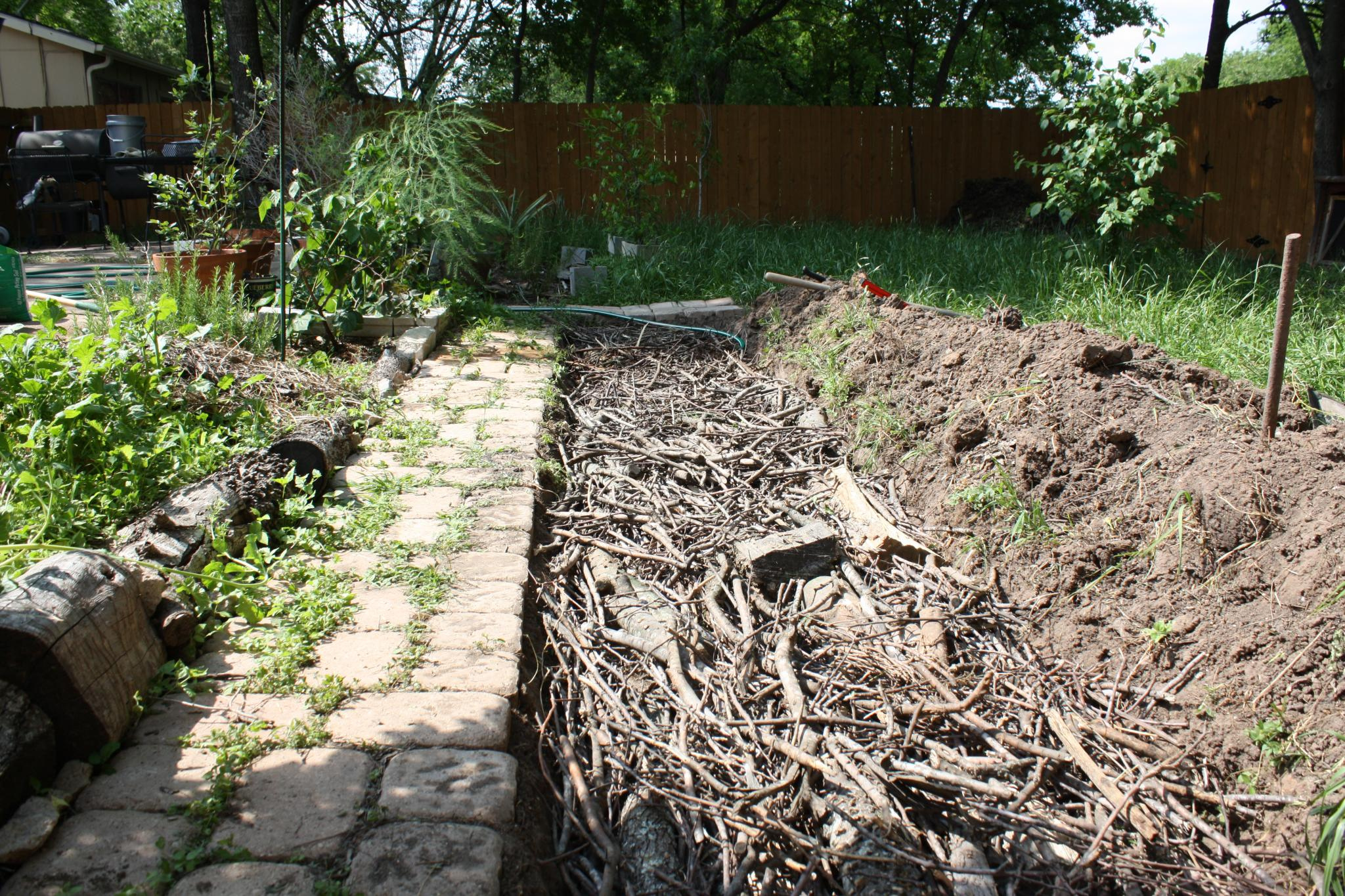
A magaságyás legalsó rétege: ágak és gallyak.
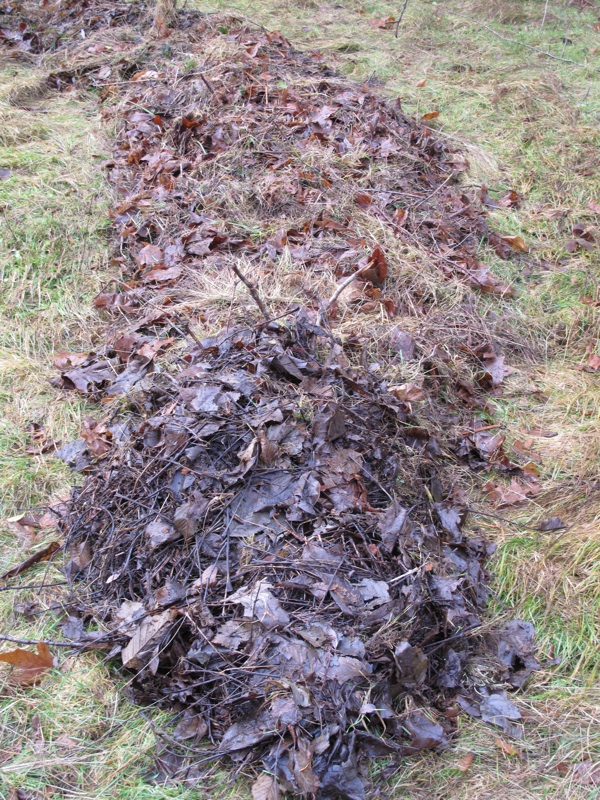
A fás részekre levelek és fű kerül.
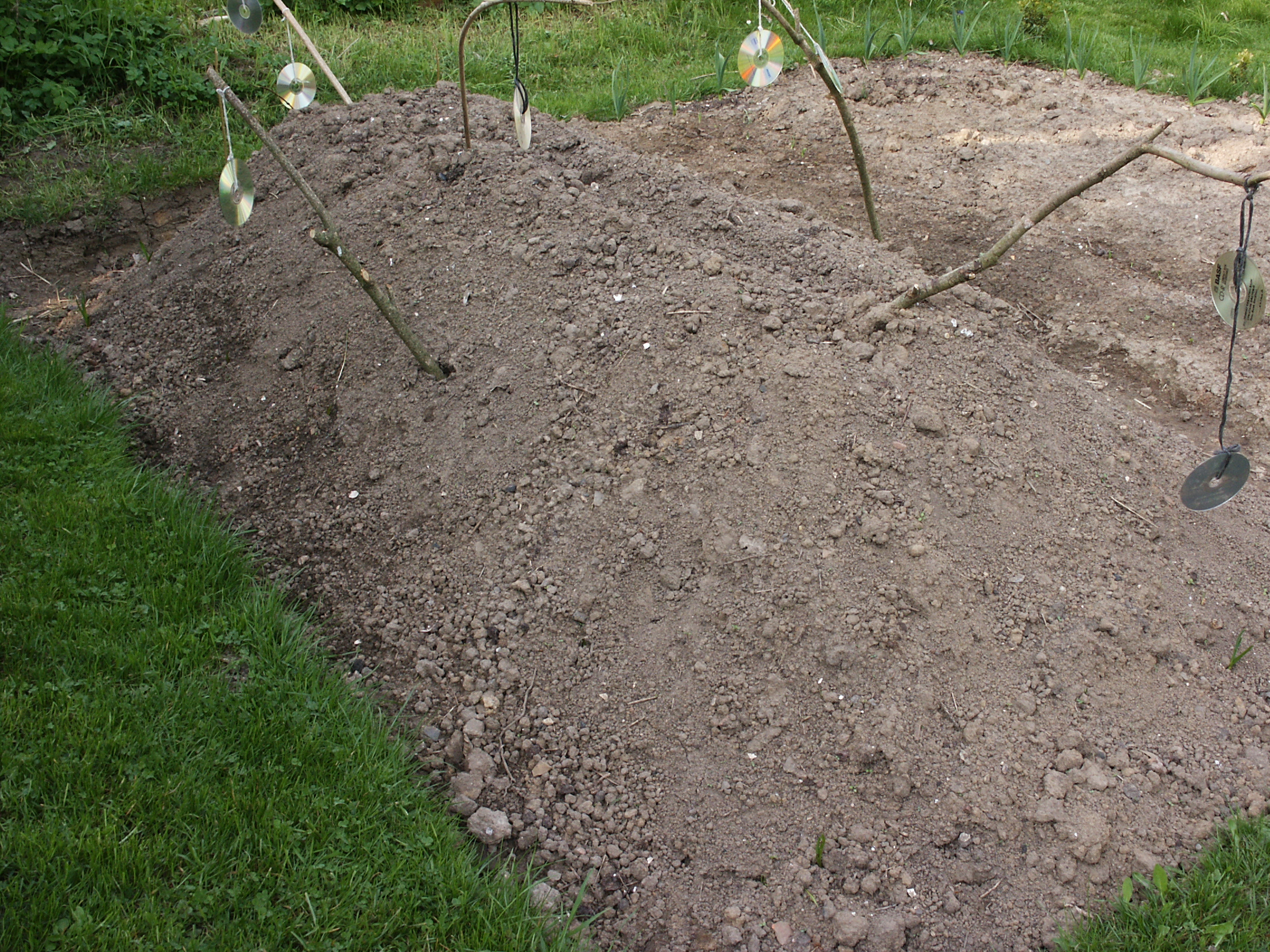
Kész bakhátas magaságyás.
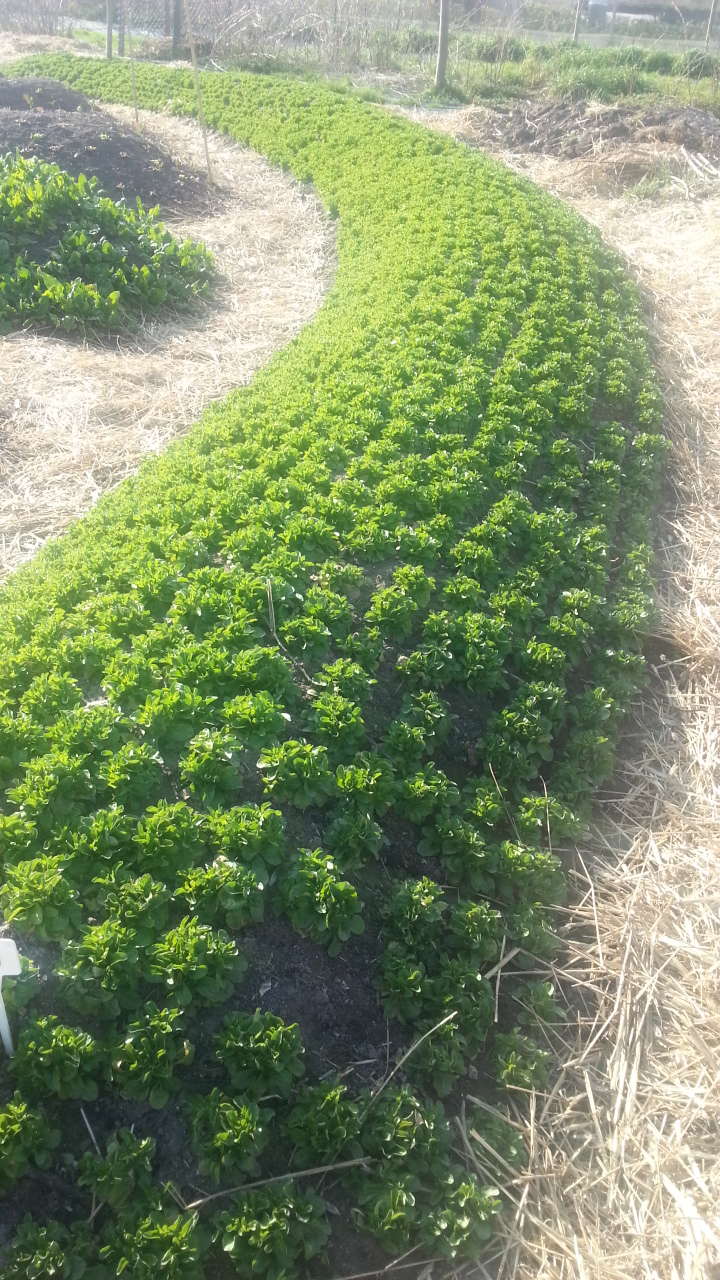
Salátával beültetett magaságyás.
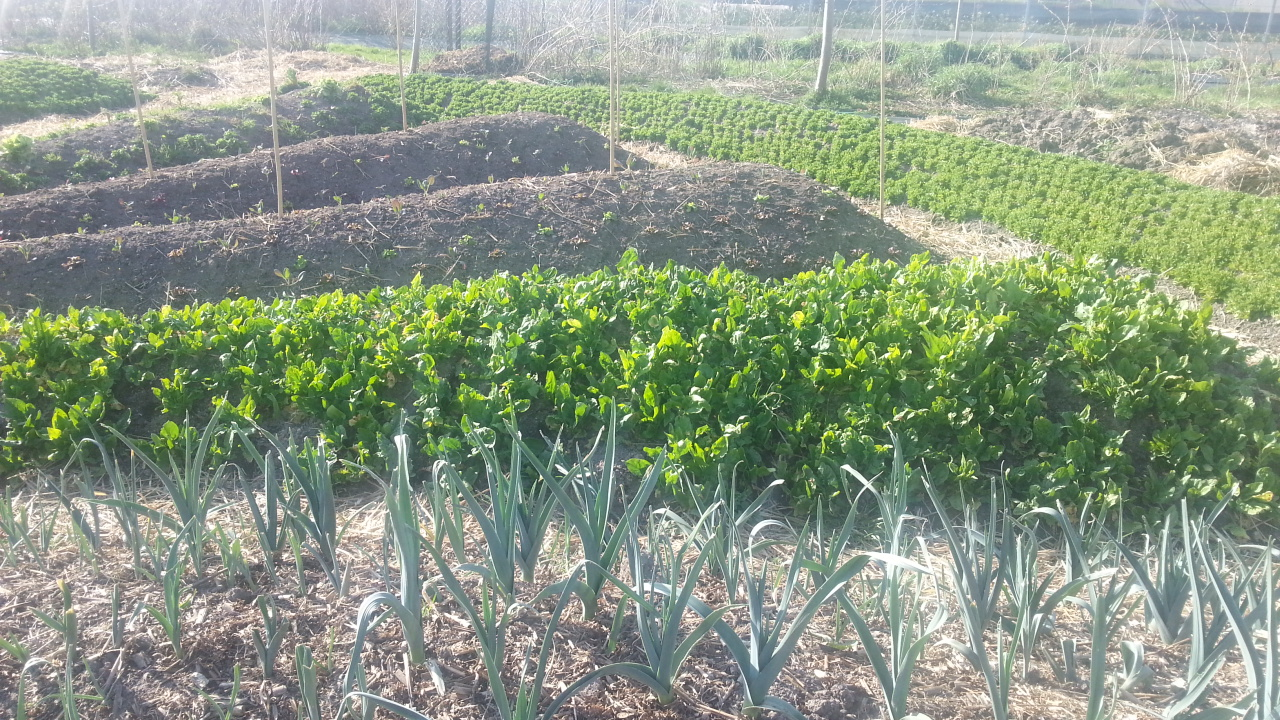
Különböző növényekkel bevetett magaságyások.

## Beültetés
Egy bakhátas ágyás általában hat évig használható, ez idő alatt folyamatosan tömörödik, összeesik, de az alatta található talajt még sokáig táplálja. A bakhátat beültethetjük egyfajta növénnyel vagy vegyesen. Ha vegyesen vetünk, akkor a magasabbakat érdemes a domb tetejére rakni. Az évek során a tápanyagigényes növényektől az igénytelenekig haladva használjuk ki a magaságyást.
1. Az első évben talajzsaroló növényeket ültessünk, mivel a felszabaduló tápanyagok az első évben a legbőségesebbek. Ugyanakkor kerüljük a leveles zöldségeket (salátafélék, spenót, mángold), mivel ezekben felgyűlnek a nitrátok. Az első évben vessünk felülre paradicsomot, kukoricát, kelbimbót, brokkolit, paprikát; oldalra cukkinit, uborkát, zellert, karfiolt, káposztát, kelkáposztát.
2. A második évben nagy és közepes tápanyagigényű növényeket ültessünk. Az előzőeken túl karalábét, hagymát, sárgarépát, édeskömény, céklát és retket.
3. A harmadik évben ültessünk közepes és kis igényű növényeket, ettől az évtől vethetünk leveles zöldségeket. Kis igényű növények: karóbab, bokorbab, zöldborsó, egyéb fűszernövények.
4. A negyedik és az ötödik évben ültessünk epret, a gombabetegségek ellen a tövek közé vessünk vöröshagymát, fokhagymát, póréhagymát.
5. A hatodik évben dugjunk az ágyásba burgonyát, amely első osztályú talajjavító. Ha a hajtások elérik a 15 cm-es magasságot, kupacoljuk köréjük földet. A burgonya köztese lehet a hónapos retek, a gyökérfonálférgek ellen ültessünk bársonyvirágot.

## Gondozás
A télre felkészülendő az ágyásra halmozzunk komposztot vagy érett trágyát 5 cm vastagságban, majd takarjuk le szalmával; hogy a szél ne bontsa meg a takarást, befedhetjük hálóval. Tavasszal gereblyézzük le a szalmát és a komposztot. Nyáron rendszeresen ellenőrizzük, hogy nem települtek-e be az ágyásba pockok, egerek vagy vakondok.